# Cudjoe Lewis

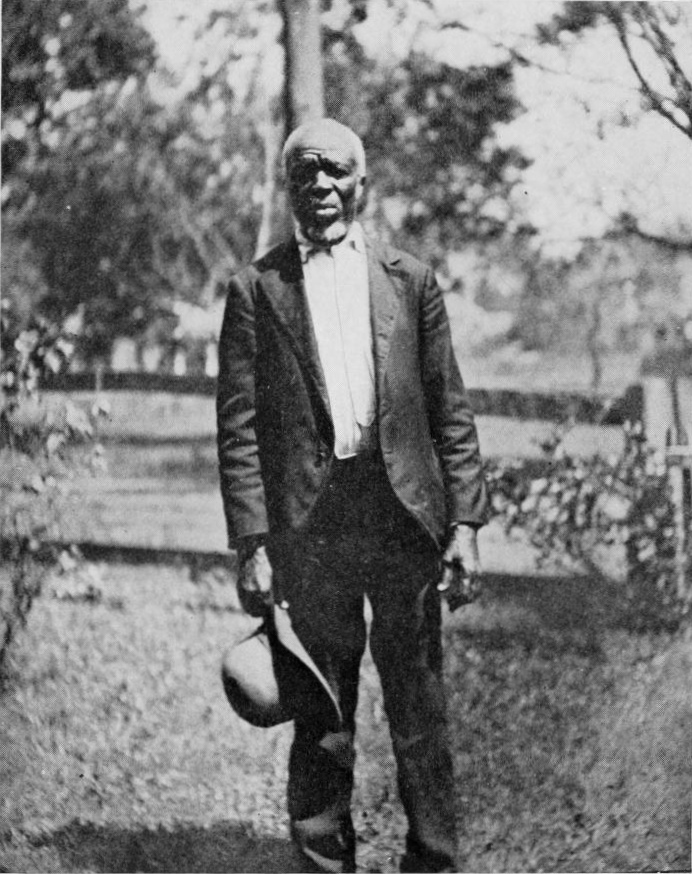
Foto van Lewis uit 1914

Cudjoe Kazoola Lewis (Takon, ca. 1840 – Africatown, 17 juli 1935), met zijn Afrikaanse naam Oluale Kossola, was een van de laatste overlevers van de Atlantische slavenhandel tussen Afrika en de Verenigde Staten. Samen met 115 andere West-Afrikaanse gevangenen werd hij in 1860 vanuit Ouidah illegaal naar Amerika gevoerd aan boord van het schip Clotilda van Timothy Meahrer. Ze werden clandestien aan land gebracht in Mobile, Alabama, en het schip deed men zinken om ontdekking te voorkomen.
Na de Amerikaanse Burgeroorlog kregen Lewis en anderen die met hem waren verscheept de vrijheid. Hun verzoek tot repatriëring kreeg geen gevolg. Ze gingen in gemeenschap leven in Magazine Point, toen nog ten noorden van Mobile, en hielden hun taal en traditie in ere. In de plaats, sinds 2012 opgenomen in het National Register of Historic Places als Africatown, gaf de oude Lewis uitleg over de ervaringen van de groep aan bezoekers. Zijn verhaal is in 1927 opgetekend door Zora Neale Hurston, maar moest wachten tot 2018 alvorens het integraal werd gepubliceerd onder de titel Barracoon: The Story of the Last "Black Cargo".

## Voetnoten
1. ↑  In april 2019 schreef de New York Times over een artikel van Hannah Durkin van de Universiteit van Newcastle, gepubliceerd in het blad Slavery and Abolition. Ze had ontdekt dat de vrouw Redoshi, eveneens in 1860 door Timothy Meaher gekocht in wat nu Benin is, en op het schip Clotilda naar Alabama vervoerd, in 1937 is gestorven, wat haar voor zover bekend het laatstlevende slachtoffer van de Transatlantische slavenhandel maakte (zie Smithsonian, 5 april 2019).